# Vliegveld Cheb
Vliegveld Cheb (Tsjechisch: Letiště Cheb) is het oudste vliegveld op het grondgebied van Tsjechië. Het vliegveld ligt 4,5 kilometer ten oosten van de stad Cheb, in het westen van het land.
Vliegveld Cheb werd gebouwd tijdens de Eerste Wereldoorlog om te voorzien in de behoeften van het Oostenrijk-Hongaarse leger. Toen Tsjechoslowakije in 1918 werd gesticht was Cheb het enige vliegveld in het land en het was de basis van de vliegtuigen van het Tsjechoslowaakse leger. Later startte het leger een pilotenopleidingscentrum bij het vliegveld. Tijdens de Tweede Wereldoorlog werd er door de Duitsers een grote vliegtuigfabriek naast het vliegveld gebouwd. Zowel de fabriek als het vliegveld werden aan het einde van de oorlog vernietigd door een Amerikaans bombardement.
Na de oorlog is het vliegveld niet veel meer gebruikt. Tegenwoordig wordt vliegveld Cheb vooral gebruikt voor ULM-vluchten. In 2004 heeft de stad Cheb het vliegveld overgenomen van het Tsjechische leger.